# Microbiston turanicus
Microbiston turanicus är en fjärilsart som beskrevs av Otto Staudinger 1899. Microbiston turanicus ingår i släktet Microbiston och familjen mätare. Inga underarter finns listade i Catalogue of Life.